# Rokin
Rokin – stacja metra Amsterdamskiego na linii 52. Znajduje się w pobliżu Begijnhof i Pałacu królewskiego.